# Itauguá
Itauguá es una ciudad que pertenece al Departamento Central, situada a 30 km de la ciudad de Asunción capital del Paraguay, formando parte de la aglomeración urbana de esta, conocida como Gran Asunción. Se encuentra ubicada al noreste del departamento, siendo sus límites al norte: el Lago Ypacaraí y Areguá al sur: Itá y Pirayú, al este: Ypacaraí, y al oeste: Capiatá  y Julián Augusto Saldívar.
Fue fundada en 1728 por el barón Martín de Barúa, Es reconocida a nivel nacional e internacional por su peculiar arte del ñandutí, del cual recibe la denominación de «Ciudad del Ñandutí». Itauguá también se destaca por su patrimonio arquitectónico, su música folclórica y su entorno natural, siendo además es sede de importantes instituciones tales como el Hospital Nacional, el Centro Educativo Itauguá (correccional de menores) y el emblemático Museo San Rafael, entre otras.
Por medio de la ordenanza departamental 12/04 fue declarada oficialmente «Capital del Ñandutí y Cuna de la Artesanía Departamental».

## Toponimia
No se ha llegado a un consenso con respecto al origen del nombre patronímico «Itauguá», aunque queda claro que es proveniente del guaraní. Tres autores han elaborado sus hipótesis respecto al tema, las cuales se mencionan de acuerdo al año de su publicación:
- González (1960), propone como origen Itahũguá (ita: piedra, hũ: negro; guá: sufijo que denota pertenencia) «lugar de las piedras negras». Posteriormente, Pedrozo discutió esta propuesta, esgrimiendo la ausencia rocas basálticas en el territorio.
- Pedrozo (1994), le asigna el nombre primitivo de Itayguá (Itay: antiguo arroyo de la zona, guá: perteneciente) «lugareño o morador del arroyo Itay». En este caso, la vocal guaraní «y» por eufonía española se convertiría luego en «u».
- Caballero (2015); sostiene que originalmente se llamaba Ytaguá (ita: piedra, más el sufijo guá que indica lugar) « lugar de las piedras». Para ello recurre a los informes del cartógrafo y explorador Félix de Azara, quien visitó el poblado hacia 1790. Según consigna Azara, inicialmente se llamó Ytacuá (sic) (ytá: piedra; cuá: agujero), él mismo escribió en uno de sus libros Ytaguá con Y Griega y sin la primera vocal U que en el transcurso del tiempo derivó en Itauguá.  Itauguá se escribió con Y Griega hasta la década de 1950 en que cambió a I latina.

Un punto de coincidencia de los autores, es que el origen de la palabra Itauguá se encuentra en el vocablo guaraní «itá» (piedra). Ciertamente, la zona es un tanto pedregosa, destacando el afloramiento rocoso de El Cerrito, que se encuentra a unos 600 m al norte de la iglesia Virgen del Rosario y el cerro Patiño en la compañía del mismo nombre.

## Características ambientales
La ciudad de Itauguá se encuentra ubicada en una región privilegiada donde interactúan dos sistemas relevantes:
- un sistema ecológico conformado por la cuenca del Lago Ypacaraí, con recursos naturales y paisajísticos muy significativos

- un sistema social técnico como es el que conforma la Gran Asunción.

Esto hace que Itauguá presente una diversidad de ambientes: el urbano, el rural productivo y el natural; lo cual lo distingue de otros distritos (o totalmente urbanos o predominantemente rurales) y en donde radica su fortaleza.

## Geografía

### Superficie
114 km² (126 km² incluidas aguas distritales en el Lago Ypacaraí).

### Clima
Predominantemente cálido, húmedo, y un invierno templado, pueden darse heladas en esta estación. La temperatura media anual es de 23 ºC, con una precipitación pluvial anual de 1500 mm aproximadamente.

### Relieve

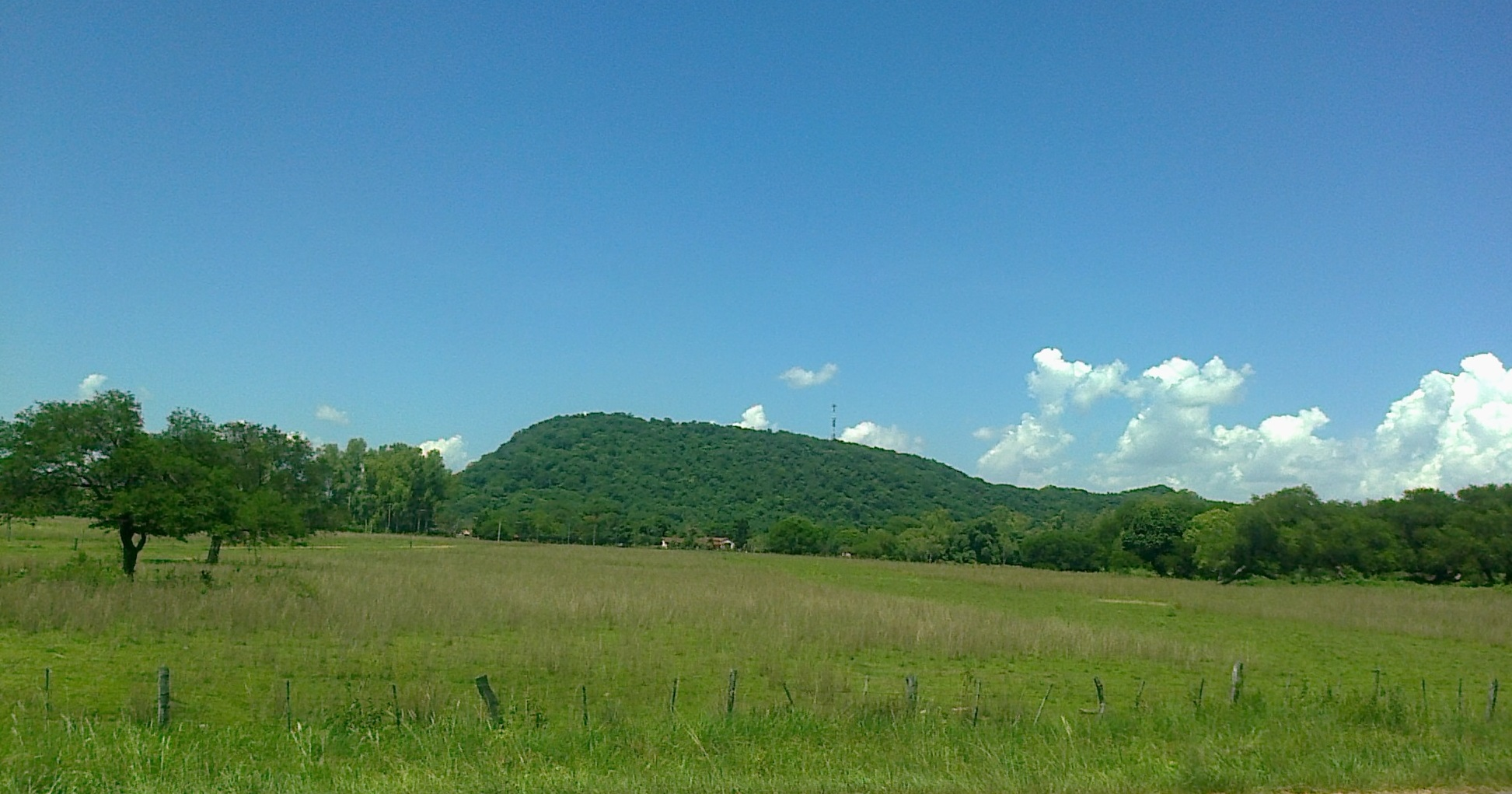
Vista del cerro Patiño o Yvytypanemá

Topografía accidentada compuesta por zonas altas, marcados por los límites de la Cuenca del Lago Ypacaraí y zonas bajas, en el área que rodea al lago. Su costa está a un promedio de 140 m con respecto al nivel del mar, siendo su elevación más notable el Cerro Patiño, con 246 metros de altura.

### Hidrografía
Forma parte de la cuenca hidrográfica del lago Ypacaraí, cuya superficie es de 1100 km², lo cual hace que sea la mayor cuenca hidrográfica del Departamento Central. La extensión costera sobre el lago es aproximadamente de unos 4 km.
El distrito está atravesado por cauces tributarios del mismo, los principales son el arroyo Jukyrymí y sus afluentes el Mboi'y y el Pasopé. Otros arroyos son Ybyraty, Lima, Estrella y Plata. Algunas lagunas y humedales completan el sistema hidrográfico.

## Historia

### Período precolombino
Previo al descubrimiento del Paraguay y el advenimiento de la conquista española, el actual territorio itaugueño se encontraba bajo el dominio de la etnia karió guaraní, los cuales habitaban en un área geográfica de topografía accidentada, sin campos abiertos, con ondulaciones y abundantes cauces de aguas; propicias para una exuberante vegetación y variada fauna.
Esta abundancia de recursos y la estratégica ubicación en torno a la laguna Tapirakuai (hoy en día Lago Ypacaraí), el cerro Ybytypané (Cerro Patiño)  y el arroyo Jukyrymí con sus afluentes, ofrecieron inmejorables condiciones para establecimiento de grupos humanos. Por eso se afincaron allí algunos grupos de avanzada, descendientes de la gran familia de parcialidades guaraníes provenientes del este, de la cuenca del río Paraná y el litoral del océano Atlántico.
Si bien los mismos eran de naturaleza nómada, dejaron tras de sí rastros de su presencia, principalmente en las urnas de cerámica empleada en sus ritos funerarios, cuyos ejemplares son exhibidos en el Museo Parroquial San Rafael.

### Período colonial

#### Origen poblacional y fundación

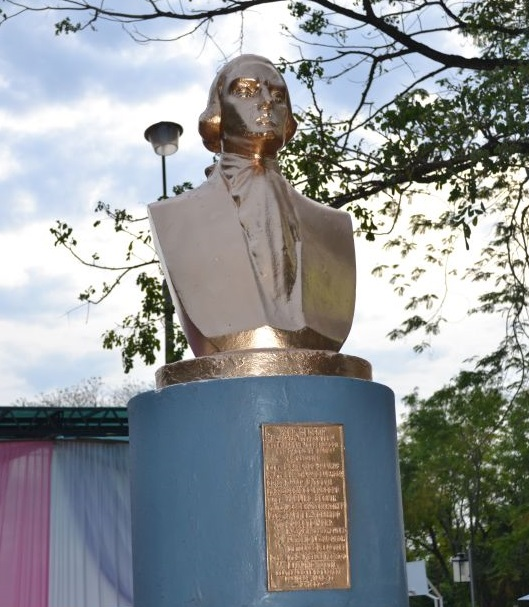
Busto del Gdor. Martín de Barúa Picaza, en la plaza del mismo nombre.

Al igual que con los orígenes de su patronímico, existen posturas divergentes en torno al hecho histórico del poblamiento temprano y fundación de Itauguá. En rigor, la instalación espontánea de los vecinos en suelo itaugueño se realizó varios años antes de que fuera documentada su fundación por las autoridades españolas. 
Según Pedrozo (1994), el nacimiento de la ciudad fue el resultado de tres procesos históricos: 
1. El primigenio asentamiento de los pueblos originarios en «tavas» o aldeas a orillas del arroyo Itay.
2. La labor evangelizadora de los religiosos franciscanos.
3. La fundación oficial efectuada en 1728.

Luego de la conquista y colonización por parte de la Corona española, los grupos nativos asentados cerca del arroyo Itay pasaron a formar parte del sistema de encomiendas o mitas; el cual los nucleaba en tierras propias y con vida social autónoma. Por disposición del gobernador Domingo Martínez de Irala, quedaron establecidas las «Mitas de Itay», que permanecían al cuidado de los gobernadores, y eran llamados a trabajar en grupos a la ciudad de Asunción, temporalmente; para luego volver a sus hogares con el correspondiente pago consistente en ropas o alimentos, ya que no había moneda circulante.
Por su parte, la Orden Misionera Franciscana fue estableciendo varias reducciones indígenas en zonas cercanas a Asunción, como por ejemplo la de Yaguarón. Desde allí partieron grupos de misioneros con el objetivo de catequizar a los «silvícolas itaugueños», logrando que, a principios del siglo XVIII, el catecumenado aborigen se estableciera en torno a una rústica capilla erigida en honor a la Virgen del Rosario, formando un primitivo núcleo poblacional;  que no habrán sido más que mejoras del tapyi o choza indígena.
La fundación oficial efectuada por la autoridad española, por ende, se cimentó sobre el poblamiento previo resultante de la actividad misionera y la presencia de estas mitas, que para ese momento ya contaba con un importante número de pobladores. Es por ello que no se cuenta una fecha de fundación precisa, siendo señalado como fundador de la ciudad el gobernador Martín de Barúa Picaza; en la fecha convencional del 27 de junio de 1728.
Otra posible razón por cual se estableció la población en ese lugar, se debe a que en la época colonial existía un puesto de control o especie de aduana interna, en un lugar llamado Mba’e Pirungá, (es una degeneración del apellido del dueño original) que según referencias estaba ubicado entre el arroyo Mboi’y (víbora del agua) y otro arroyo (actualmente es el km 25 sobre la Ruta Mcal. Estigarribia), y por el otro lado un campo con bosquecillos que en ese entonces se llamaba Guazú Virá (ciervo de los pantanos), que se extendía hasta el cerro Caacupé. La entonces capilla de Itauguá estaba ubicada entre los dos puestos de control de Mbae Pirungá y Guazú Virá, y dichos puestos eran custodiados en el camino o calle que empezaba en el km 24 hasta entroncar con la ciudad de Pirayú, el cual era denominado «Camino Real».
En contrapartida Caballero (2015), afirma que la población se originó básicamente de la unión entre mestizos, sin que hubiera en la zona significativa presencia indígena, salvo de aquellos fugados de las reducciones o de las encomiendas, a éstos se habrían sumado unos pocos negros y pardos libres, provenientes de Areguá.
Asi mismo refiere que los primeros pobladores fueron granjeros latifundistas y algunos miembros de la milicia con extensas propiedades y los campesinos pobres, quienes se dedicaban a la agricultura y en menor medida, a la ganadería. Su arribo, presumiblemente, se habría producido a fines del siglo XVII o principios del XVIII, motivados por la posibilidad de acceder a tierras, bien fuera propia o arrendadas de la Corona o de los latifundistas. En ellas formaron familias aisladas, habitando en rústicos ranchos bajo duras condiciones.  Algunos granjeros y miembros de la milicia  eran criollos y otros eran mestizos, no se descarta hayan sido también Españoles peninsulares.
A diferencia de Pedrozo, este autor sostiene que Itauguá no se originó en un núcleo urbano constituido por varias familias asentadas alrededor de la capilla y que el poblado se originó en los parajes periféricos y recién posteriormente surgió el núcleo urbano en las últimas décadas del siglo 18. Sus habitantes provendrían, probablemente, de comunidades limítrofes, como Areguá (fundada en 1538) Itá (1539), Capiatá (1640), Caacupé (1770), Atyrá y Altos (1538).  Azara visitó Itauguá alrededor de 1790 y mencionó que la casa del Cura es la única que está junto a la capilla, que valía poco y estaba cubierta de paja. 
Respecto a la fecha fundacional, fue Félix de Azara quien, más de medio siglo después, estableció que Itauguá fue fundada en 1728, aunque con dudas por la inexistencia de documento que avalara tal acontecimiento. El mismo Azara dijo: «parece que se fundó en 1766 a pedido de los vecinos, que son 2250 esparcidos según costumbre». Esto basándose en una inscripción que observó en una viga de la capilla, la cual rezaba: «construida en 1766.  El año de fundación de Itauguá,1728, fue establecido por Azara.
En relación con la fecha 27 de junio, la misma fue establecida en la década de 1960, a fin de que la comunidad pudiera festejar el aniversario fundacional. Propulsores de esta idea fueron los Srs. Porfirio Aguilera, presidente de la Junta Municipal año 1965-1970, Hermenegildo Aguilera, director de cultura de la Municipalidad y Don Miguel Ángel Ortigoza autor de la canción «Itauguá querido».

#### Consolidación del poblado
En su etapa temprana, el pueblo de Itauguá apenas establecido, no pudo sustraerse de los caldeados acontecimientos surgidos en torno de las Revueltas Comuneras, pues fue foco de acciones antirregalistas. En 1733, un grupo de vecinos asuncenos y lugareños acaudillados por Ramón Saavedra, se organizó en una «Junta del Pueblo» en Mbocajaty, para alzarse en contra la autoridad española, como reacción ante lo que se percibía como un atropello a los intereses del pueblo en favor de la poderosa Compañía de Jesús. Fue el mismo Saavedra quien tomó el mando de un contingente armado, que presentó combate en Guajaibity a las fuerzas del Gobernador Agustín de Ruiloba, el cual fue ultimado en el entrevero. Posteriormente, en 1735, los refuerzos del Virrey Baltazar García Ros habrían de imponerse a los comuneros en Tavapy (actual San Roque González de Santacruz), poniendo fin a la revuelta. Varios de cabecillas fueron encarcelados, exiliados o ejecutados como en el caso de Saavedra. 
Son pocas las referencias que se tienen del poblado en años posteriores. Hacia 1761 sus habitantes ya alcanzaban un millar, con predominancia étnica indígena guaraní, con unos pocos españoles y criollos; a los que se añadieron algunos pardos libres, manumitados por el gobernador Pedro Melo de Portugal en 1782.
En 1769, fue declarado viceparroquia de Pirayú por disposición del Obispo De la Torre, con lo que se dio inicio al remozamiento de la primigenia capilla y a la posterior edificación de un nuevo templo, que concluyó en 1795. Para ese año, la población era de 2235 habitantes, y seis años después, sumaba 2.796.
Por tanto, la tasa de crecimiento en aquella época podría ser estimada en 50 nuevos pobladores por año, en contraste con las localidades de los alrededores, como Itá, Yaguarón e Ypané, que sufrieron una recesión demográfica motivada por varios factores, como el éxodo de los indígenas ante el abuso del sistema de las «mitas».

### Período independiente

#### SigloXIX
Los albores de la gesta de mayo de 1811 encontraron a Itauguá asumiendo su «mayoría de edad» como población, con el establecimiento de elementos que definirían su carácter urbano, tales como:
- La apertura de calles circundantes a la plaza del templo parroquial.

- La división en cuadrículas de las manzanas, con el trazado de dichas calles, que no existía con anterioridad pues solo se utilizaban caminos de trazado irregular.

- La construcción de unidades habitacionales seriadas, para solares familiares.

El periodo de la dictadura francista supuso para al Paraguay el aislamiento y el nulo contacto con elementos extranjeros. Esto favoreció el auge de la manufactura artesanal, cuyo punto culminante sería, aproximadamente en esa época, el nacimiento del ñandutí, símbolo cultural de la ciudad y del país.
Otro evento trascendente se dio en 1830, a cien años de la fundación, cuando el templo parroquial fue totalmente refaccionado, con el agregado de «diez lances con sacritía» y el aporte de «ornamentos trasladados desde Areguá» y «una campana proveniente de Itapúa».
Hacia 1850 Itauguá administraba hasta la parroquia de la ciudad de Areguá y toda la actual ciudad de Ypacarai, y extendía la población al oeste en la zona de Mba'e Pirungá (actualmente Mboi'y), donde estaba el puesto aduanero. Desde la independencia hasta la época de López la autoridad estaba a cargo de un «jefe político» que cumplía la función de todos los poderes políticos. Recién hacia 1851 se nombró un juez de Paz en la zona. 
A partir de la segunda mitad el siglo XIX, la zona tuvo un crecimiento económico y poblacional muy grande, en especial durante el gobierno de Carlos A. López, cuando se construyeron los módulos de viviendas seriadas, un gran adelanto para la época, de las que se conservan hasta hoy día edificaciones emblemáticas como el Museo San Rafael, la recova (galería) ubicada sobre la calle Tte. Esteban Martínez y otros. La inauguración del servicio regular del tren hasta las estaciones de Patiño y Guazú Vira (hoy Ypacarai) el 27 de marzo de 1862,  estableció un hito en la modernización de la infraestructura pública del transporte.
Durante la Guerra contra la Triple Alianza, la vida comunitaria prosiguió con relativa normalidad, pero tras la ocupación de Asunción por el ejército brasileño, en enero de 1869, su población debió ser evacuada, siguiendo la retirada de las tropas hacia Cerro León. Luego de ese evento, Itauguá corrió la misma suerte que la capital y ciudades vecinas, ya que los desenfrenados invasores perpetraron todo tipo de vandalismo y pillajes en el poblado desierto. Muchos de sus habitantes ya no volverían al terruño, víctimas del enemigo, el agotamiento, las enfermedades y el hambre que acompañaba los restos del ejército paraguayo
Una vez concluida la hecatombe, la reorganización poblacional y social fue lenta. A fines del siglo XIX e inicios del siglo XX se produjo el arribo de grupos de inmigrantes provenientes de Europa y Medio Oriente que contribuyeron a dinamizar la vida de la comunidad.
En 1887, su territorio sufrió la desmembración de la estación de Tacuaral, que luego pasó a ser la ciudad de Ypacaraí, a causa de un pedido efectuado por los vecinos, ante el gran movimiento progresista que alcanzó la misma gracias a la infraestructura de la vía férrea. Esta no sería la única intervención relacionada con su integridad territorial, puesto que años más tarde, en 1906, un decreto del Poder Ejecutivo lo integraría al Departamento de Paraguarí junto a los partidos de Carapeguá, Tavapy, Caballero, Escobar, Yaguarón, Pirayú e Ypacaraí. Por último, en 1945, otro decreto habría de ubicarlo definitivamente en el Departamento de la Asunción o Central.
El 23 de diciembre de 1892, bajo la iniciativa del cura párroco Andrés Avelino Insaulrralde, se conformó una «Asociación Popular» destinada a movilizar a la población para la reconstrucción del templo parroquial Virgen del Rosario, el cual se encontraba en ruinoso estado desde la posguerra del 70. Los trabajos se iniciaron en 1896 y culminaron doce años después, requiriendo ingentes esfuerzos de la comunidad para costear las obras, las cuales alcanzaron un costo global de 78.972,90 pesos fuertes de la época. La consagración de la nueva iglesia se realizó el 4 de octubre de 1908, con un solemne acto que contó con la presencia del presidente de la república, Dr. Emiliano González Navero.

#### SigloXX
Las primeras décadas del siglo pasado en Itauguá se caracterizaron por el estancamiento del orden económico, social y cultural comunitario. Las causas de esta decadencia fueron, entre otras, la sequía y la plaga de langostas que produjeron una carestía general entre 1917 y 1919, la Guerra Civil de 1922 entre facciones liberales (los «saco puku» y los «saco mbyky») y. finalmente, el estallido de la guerra del Chaco.
Después de culminarse la guerra, en 1938, la Comuna Municipal itaugueña fue declarada Intendencia, siendo su primer intendente Don Virgilio Rolón por un corto tiempo, ya que volvió a su estado anterior, a causa de que la escasa población urbana no podría sostener un presupuesto acorde al rango de ciudad, además de la infraestructura precaria.
Fue a partir de 1940 que comenzó a registrarse una sostenida expansión urbana, con la apertura de la ruta internacional «Mariscal Estigarribia». Las extensas fincas privadas fueron dando paso a nuevos loteamientos inmobiliarios, primero en los alrededores del casco histórico, para expandirse después hacia las compañías (Cañadita, Mbocajaty del Sur, Potrerito).
Algunos hechos resaltantes de la segunda mitad de siglo:
- La instalación de las primeras fábricas aceiteras: Bittar y Matteucci Hnos.

- La apertura de la Escuela Normal N.º 18, hoy colegio nacional E.M. «Itauguá», en el predio que ocupaba el mercado municipal (1957).

- Es establecido el servicio de energía eléctrica (1972)

- Se construyen los primeros pavimentos pétreos en el casco urbano (1975,1978,1985)

- La Junta de Saneamiento de Itaguá inicia la provisión del servicio de agua potable (1980)

- Itauguá obtiene el rango de Intendencia (1980)

- Es inaugurado el Gran Hospital Nacional en la compañía Itauguá Guazú (1990)[7]

- Una grave crisis financiera provoca cierre de empresas como la Aceitera Itauguá, Prime Cotton, Matteucci Hnos, Filcotton (1995).

- La selección itaugueña de fútbol se consagra campeona del Interligas por primera vez (1998).[8]

- El gobierno ordena el traslado de la cárcel de menores «Panchito López» a las afueras de la ciudad, con el nombre de «Centro Educativo Itauguá», lo que genera protestas de los pobladores por considerarla una medida improvisada y que no había sido consultada previamente (2000).[6]

## Demografía
Itauguá cuenta con 93.213 habitantes según el censo paraguayo de 2022. Esta población se distribuye de forma irregular a lo largo del territorio, ocupando el 46% de la superficie municipal. El municipio se divide en tres grandes áreas de concentración poblacional:

### Casco urbano histórico
Concentra los mayores índices de densidad habitacional y las principales instituciones de la comunidad. Es también el motor económico del municipio. 
En él se resguarda el importante patrimonio arquitectónico y las pautas culturales que definen la idiosincrasia itaugueña. Contiene a los barrios tradicionales, los cuales son principales y frecuentes protagonistas de las actividades realizadas en la comunidad.

### Área dormitorio
Comprende principalmente una franja sobre la Ruta Mcal. Estigarribia, que se extiende en dirección este-oeste por 3 kilómetros aproximadamente. Allí predomina la población proveniente de diversos puntos del país, atraída por la facilidad de acceso a la tierra y la cercanía de la gran Asunción. Incluye a las compañías Mboiʼy, Mbocajaty Norte y Sur, las villas Conavi y en los últimos años a los asentamientos o «territorios sociales» tales como Gaspar R. de Francia, Virgen de Caacupé, Sarita, etc.

### Área rural
Destaca por un sistema de vida relacionado con la producción agropecuaria a pequeña y mediana escala. En algunos compañías como Potrerito o Guayaibity, se encuentra en transición entre el ambiente rural productivo y el urbano. En los últimos años ha acusado una significativa disminución en el porcentaje habitantes, según los datos arrojados por el censo de población del año 2002.

## División política

### Zona urbana

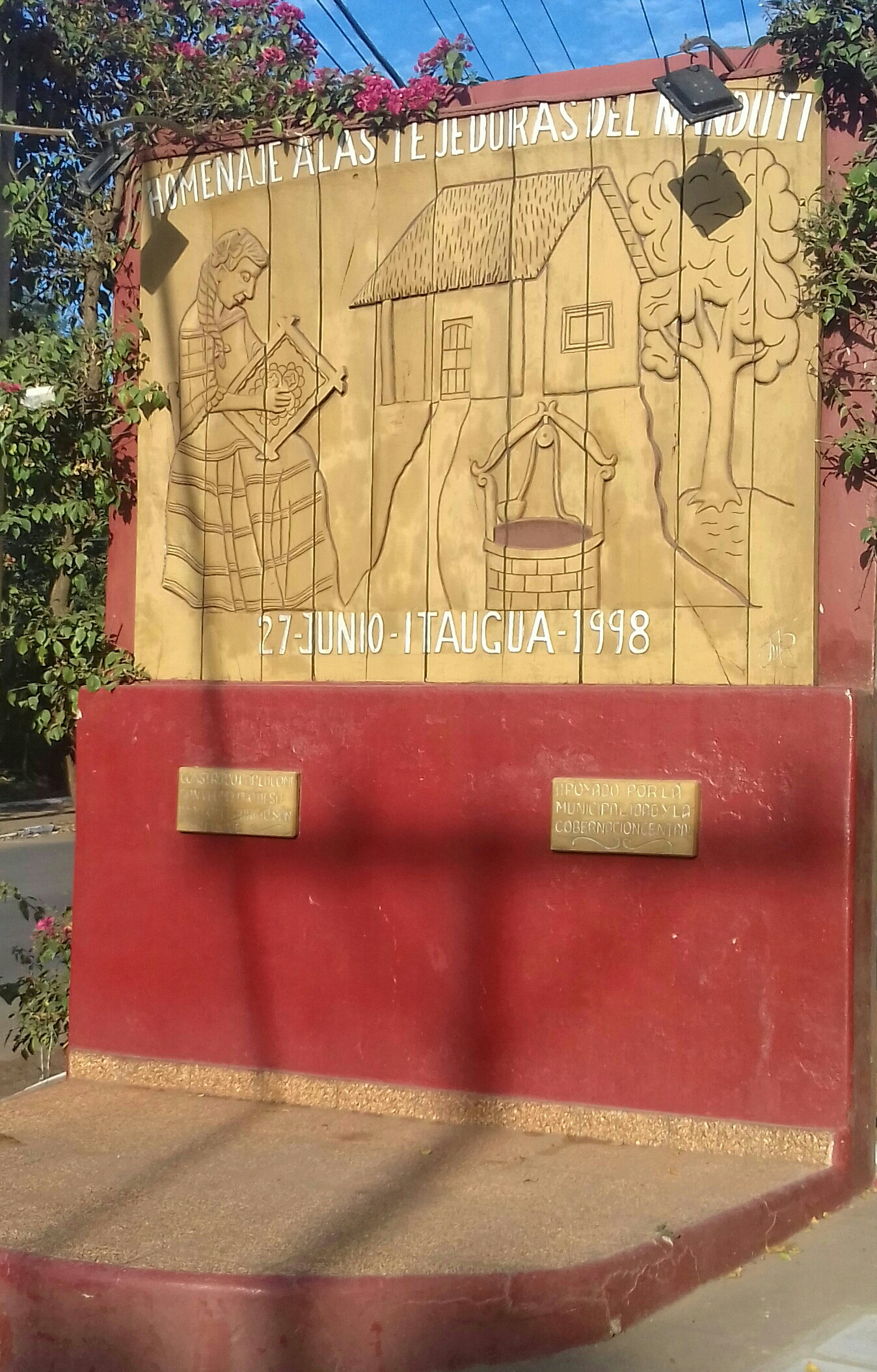
Retablo de «la Tejedora del Ñandutí».

Históricamente, el área urbana de Itauguá estaba comprendida en un radio de 1 km. medido desde la iglesia Virgen del Rosario y limitado principalmente por grandes propiedades privadas o terrenos anegadizos en la zona del arroyo Jukyrymí. Actualmente este radio no se corresponde con la realidad, abarcando una zona mucho más extensa.
Posteriormente, el crecimiento de la población y la consiguiente conformación de nuevos barrios, especialmente a partir de la década de los cincuenta del siglo pasado, extendió el área a ambos lados de la Ruta 2, consolidándose como el espacio de mayor densidad habitacional del municipio.
En el año 2008, la Junta Municipal aprobó la extensión del ejido urbano a 1842 hectáreas, permitiendo así que importantes sectores de las compañías quedasen integrados al mismo. Esta medida tuvo como finalidad la de obtener mayor información acerca de los inmuebles y lotes, para el ordenamiento del catastro. Sin embargo, aún se deben reglamentar sus alcances, especialmente a lo que respecta a las delimitaciones barriales, imposiciones tributarias, servicios básicos y otros.

### Compañías
Al principio, las Compañías habrían sido lugares o parajes informales de prolongación del Centro urbano, para su uso, residencia o por su labranza, como parte no urbanizada. Se tiene como referencia convencional a la Ruta N.º 2 «Mcal. Estigarribia» que atraviesa longitudinalmente el municipio dividiéndolo en partes casi iguales.

#### Al norte
Estanzuela: a orillas del lago, es reconocida por la tradicional producción de frutilla.
Patiño: donde se encuentra la estación del ferrocarril.
Guayaibity: histórico escenario de una batalla durante las Revueltas Comuneras.
Mbocajaty del Norte: asiento de importantes industrias.
Valle Karê: uno de los enclaves productores del Ñandutí.
Cañadita: 
Ybyraty: notable por la explotación de sus canteras de caolín.

#### Al sur
Mboiʼy: posee las mayores características urbanas entre las demás compañías.
Aldama Cañada: debe su nombre a la hacienda «Aldama» antiguamente establecida allí.
Mbocajaty del Sur: cuna del insigne vate Don Félix Fernández, autor de la canción «Cerro Corá».
Huguã Potí: cubierta por importantes remanentes boscosos
Itauguá Guasú: sede del Gran Hospital Nacional.
Potrerito: es una zona de transición urbana-rural.
Guasuvirá: antaño la compañía más extensa, que incluía a las actuales ciudades de Ypacaraí y Pirayú.
Potrero Guasú: importante zona de producción agrícola y ganadera.
Ñu Poʼi: allí se encuentra la naciente del arroyo Jukyrymí.

### Barrios

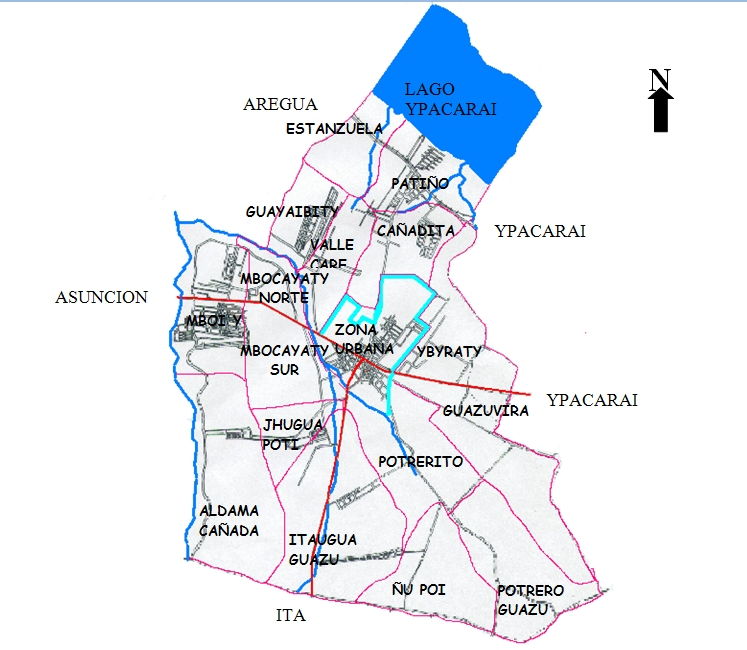
Compañías de itauguá.

El territorio de Itauguá está conformado por un total de 46 barrios urbanos y suburbanos.
| 1  | Guayaibity          | 24 | Santa Teresa         |
| 2  | San Miguel          | 25 | Ycuá Naranja         |
| 3  | Valle Karé          | 26 | San Isidro           |
| 4  | Mbocayaty del Norte | 27 | Itauguá Guazú        |
| 5  | Las Mercedes        | 28 | Laurelty             |
| 6  | Villa Alta          | 29 | Hugua Potí           |
| 7  | San Cayetano        | 30 | Aldama Cañada        |
| 8  | San Agustín         | 31 | Santa Cecilia        |
| 9  | Cañadita            | 32 | Mbocayaty del Sur    |
| 10 | San José Obrero     | 33 | Diana                |
| 11 | Guadalupe           | 34 | Conavi               |
| 12 | Virgen del Rosario  | 35 | San Miguel           |
| 13 | Arsenio Erico       | 36 | San José             |
| 14 | Ybyratý             | 37 | San Juan             |
| 15 | Guazú Virá          | 38 | La Colina            |
| 16 | Potrero             | 39 | Estanzuela           |
| 17 | Cristo Rey          | 40 | Patiño               |
| 18 | Virgen del Carmen   | 41 | Ybyratý del Ypacaraí |
| 19 | Niño Jesús          | 42 | Mboi'y               |
| 20 | 6 de enero          | 43 | San Antonio          |
| 21 | Corazón de Jesús    | 44 | Ñu Po'i              |
| 22 | Okara Poty          | 45 | Potrero Guazú        |
| 23 | San Roque           | 46 | Potrerito            |

## Economía

### Sector primario

#### Agricultura
Producción hortofrutícola para renta y autoconsumo (lechuga, berro, frutilla, tomate, locote, melón, sandía), algodón, batata, caña dulce, coco, mandioca, maní, maíz,  plantas medicinales, poroto, sésamo, zapallo. Floricultura.

#### Pecuaria
Avicultura y cría de bovinos, equinos y porcinos a pequeña escala. Tambos lecheros. Piscicultura.

### Sector secundario

#### Industria fabril

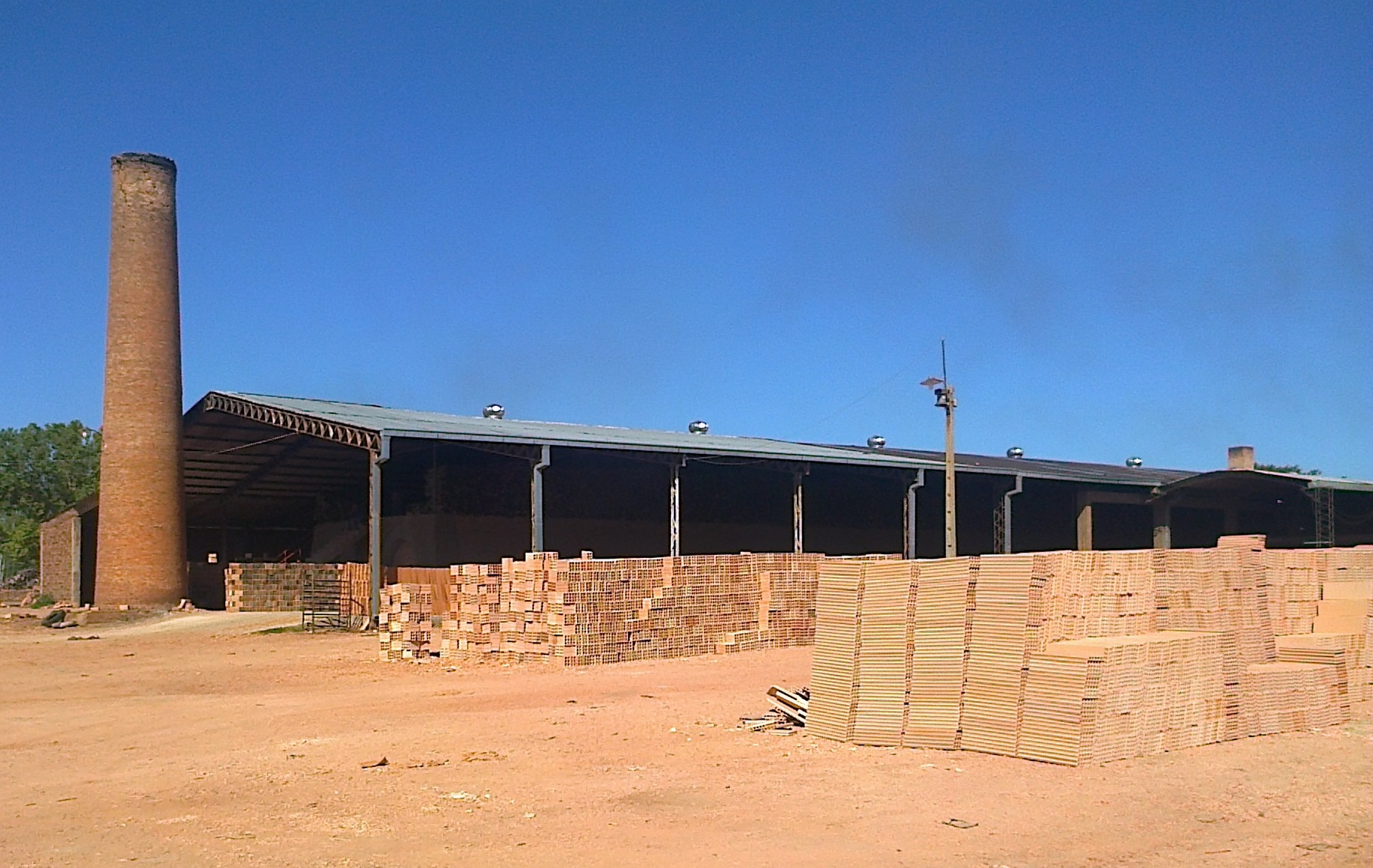
La industria cerámica, si bien se ha retraído en los últimos años, continúa siendo importante.

Alimentaria, de la Construcción, Químicas, Sidero-Metalúrgicas, Textil, Autopiezas.

#### Industria manufacturera
Calzados, Curtiembres, Aserraderos, Mataderos, Olerías.

#### Artesanía
El ñandutí es un encaje de agujas que se teje sobre bastidores en círculos radiales, bordando motivos geométricos o zoomorfos, en hilo blanco o en vivos colores.
Preferentemente se realizan detalles para vestimentas, ornamentos religiosos, sombreros, abanicos, todo tipo de artículos ornamentales. Es el símbolo de la ciudad de Itauguá, y es considerada como la reina de toda la artesanía de la República del Paraguay.
La producción del mismo sirve de fuente de ingresos a varias tejedoras, ya es exportada a países europeos principalmente y ofrecido a los turistas, a modo de suvenir.

### Sector terciario
Bancos, financieras, casas de cambio, cooperativas, importante actividad comercial se genera en torno al Mercado Municipal, de cobertura local y regional.
Sobre la Ruta II Mariscal José Félix Estigarribia se desarrolla la principal franja comercial, donde se destacan los destinados a venta de artesanía, principalmente del Ñandutí. Los demás comercios forman parte del centro de abastecimiento local, tales como: farmacias, supermercados, ferreterías, talleres mecánicos, y otros tipos de negocios como almacenes de suela, carnicerías, mercerías, librerías, boutiques, herrerías, etc.

## Infraestructura

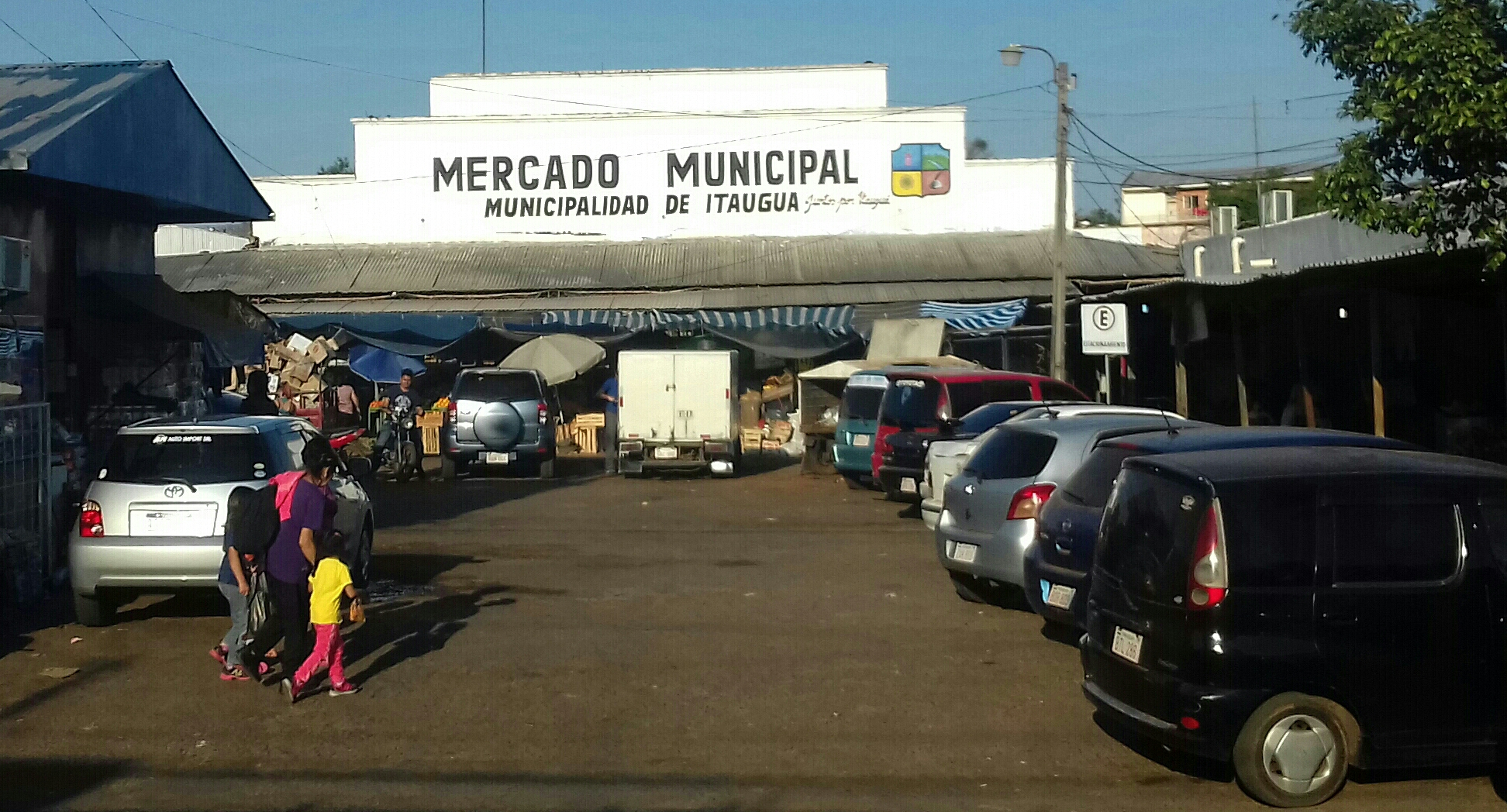
Vista del Mercado Municipal.

La energía eléctrica es proveída por la Administración Nacional de Electricidad (ANDE), para lo que posee su propia sub estática.
El agua potable es distribuida en la zona urbana a través de la Junta de Saneamiento, en tanto las compañías y barrios circundantes cuentan con aguateras privadas. Esto complementa a los demás servicios básicos (recolección de desechos, transporte interno, unidades de salud, etc).
Algunas instituciones de la comunidad son:
- Mercado Municipal
- Hospital Distrital
- Hospital Nacional
- Local del Instituto de Previsión Social (IPS)
- Comisaría Central
- Sede de la Fiscalía Zonal
- Centro Educativo Itauguá (Correccional de Adolescentes Infractores)
- Sede del Servicio Nacional de Promoción Profesional (SNPP)
- Cuartel de la 12° Compañía de Bomberos Voluntarios
- Club Social Itaugueño
- Coliseo Deportivo Nicolás Leoz
- Centro Nikkei Paraguayo
- Varias instituciones educativas tales como escuelas, colegios técnicos, universidades.

En 2015, el Ministerio de Obras Públicas y Comunicaciones (MOPC), dio inicio a la construcción del sistema de alcantarillado sanitario del casco urbano.

## Cultura

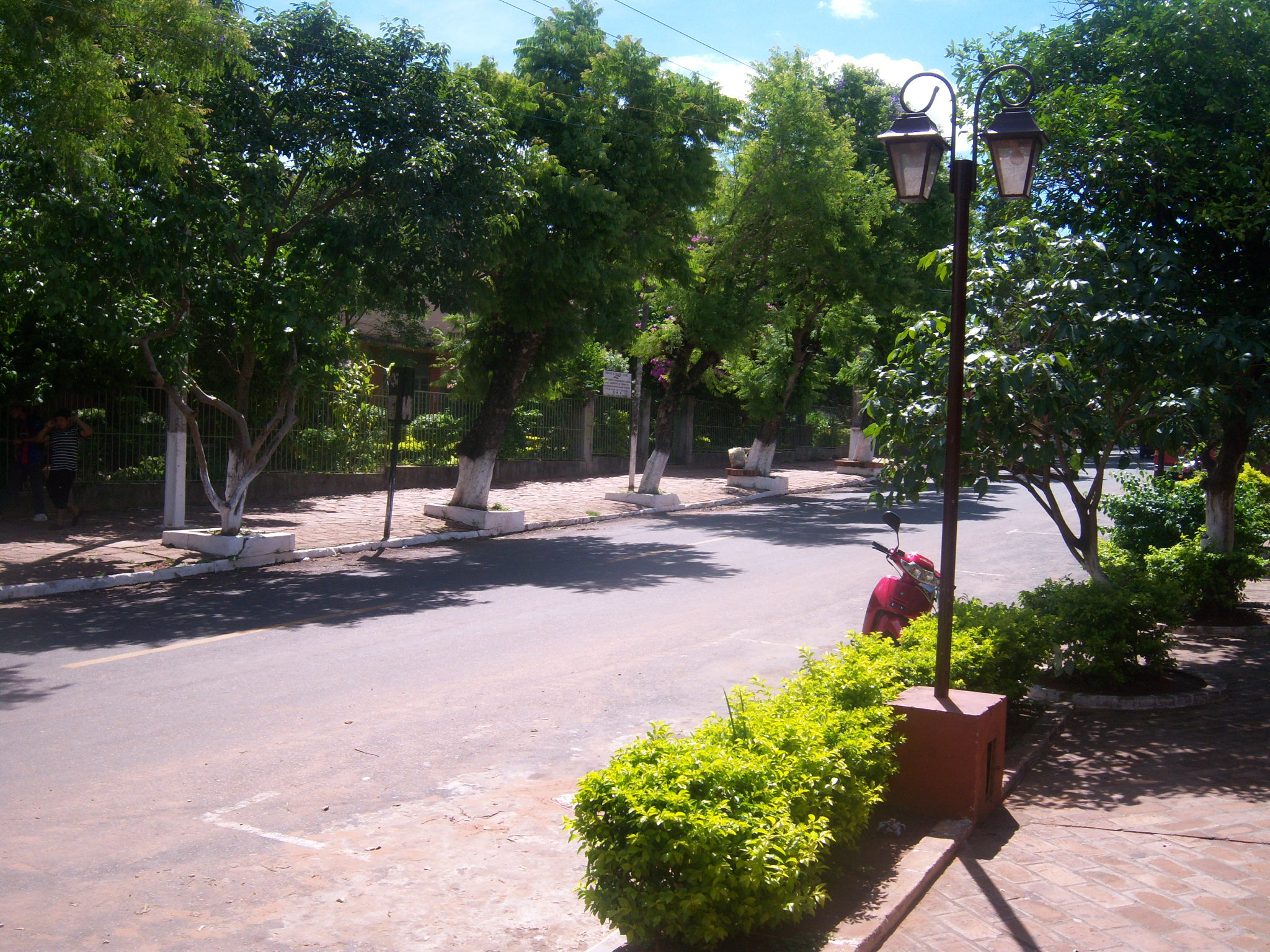
Calle céntrica de Itauguá.

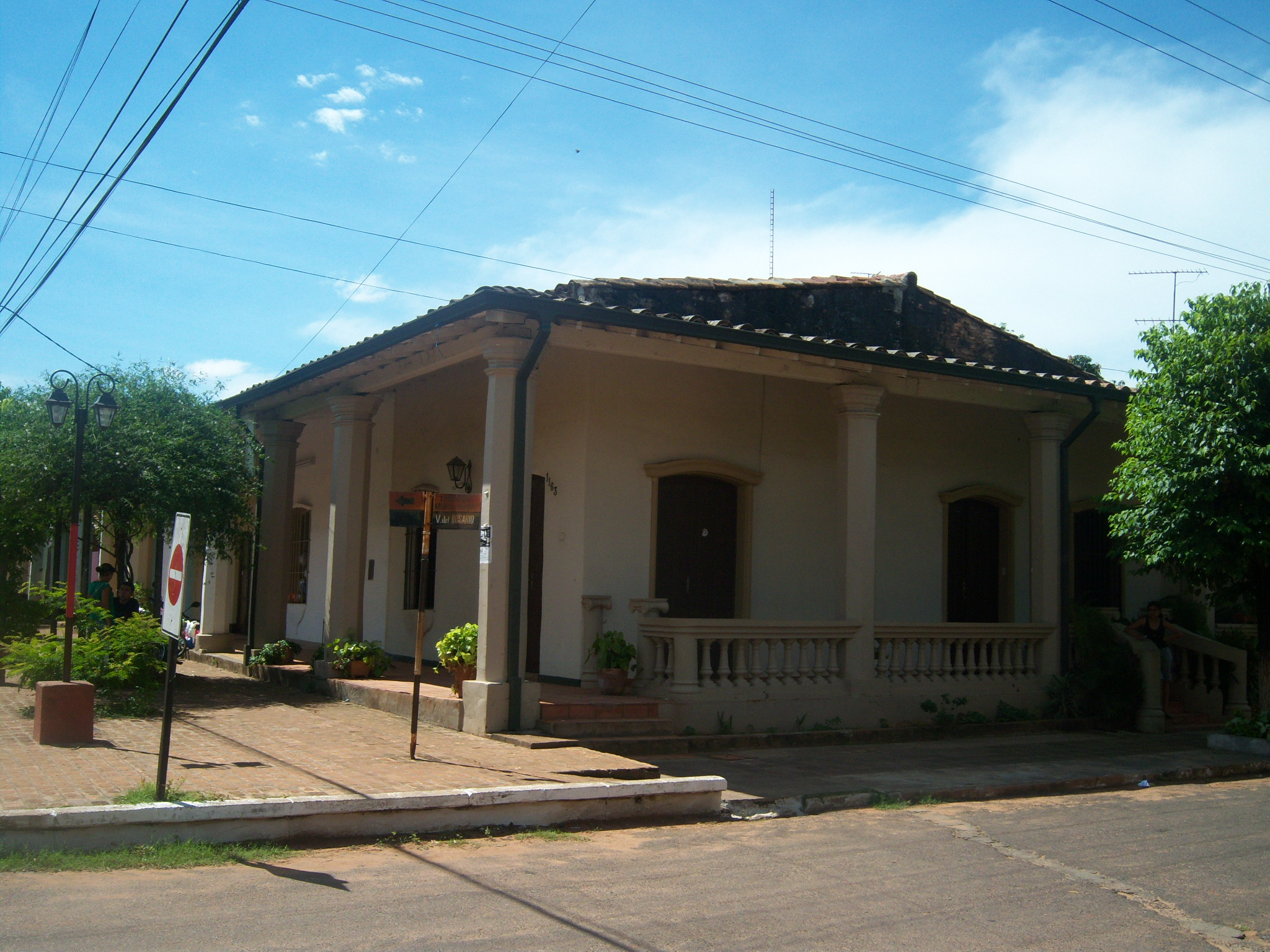
Edificación de estilo colonial.

### Música
Itauguá destaca por sobre todo en el ámbito de la música folclórica paraguaya y latinoamericana. Varios artistas oriundo de la ciudad han ganado importantes trofeos y reconocimientos a nivel regional. Entre los más destacados se encuentran Vocal Dos, Grupo Evolución, Grupo Surgente, Trova Bohemia, las Guitarras de Itauguá, Los Moyanos, Karai Tereré, el dúo de guitarras Richer Palma, Isidro Benítez.
Con respecto a música clásica, cuenta con una filial del Conservatorio Nacional de Música y la Asociación Filarmónica de Itauguá (AFI), con su Orquesta de Cámara «Fernando Centurión», los cuales frecuentemente realizan presentaciones tanto en el país como en el extranjero.
El rock en los últimos años ha experimentado un importante crecimiento de la mano de grupos como Los Profanos, Aborto de la Patria, Pandemia, Palosanto, Karma, Radio Base, Reacción Adversa, Vinilo`s y Mándala. Los Profanos es considerada la primera banda de rock de Itauguá, seguida por Aborto de la Patria, banda de rock punk que influenció el nacimiento de más bandas desde principios del año 2006.

### Tradición ecuestre
La Asociación de Jinetes Pioneros Itaugueños desde hace más de quince años viene realizando una destacada labor en la preservación y difusión de las tradiciones propias del campo, así como de la música denominada «sortijera».

### Cinematografía
En la ciudad de Itauguá se han rodado largometrajes como:
• Paraguay (1945), documental estadounidense producido por Julien Bryan.
• La sangre y la semilla (1960), coproducción paraguayo-argentina dirigida por Alberto du Bois.
• Novena (2009), de Enrique Collar.
• Costa Dulce (2013), de Enrique Collar.
Medios de Comunicación
Itauguá Media es un medio de comunicación digital y radiofonico comunitario de la ciudad de Itauguá, Paraguay. Opera a través de diversas plataformas en línea y en frecuencia modulada.
Funcionamiento
Orientado a ofrecer información local y regional de manera independiente. El medio comenzó a transmitir de forma continua en la frecuencia 87.5 FM, complementando su presencia con contenidos digitales en la web y redes sociales.
Plataformas
Itauguá Media mantiene su portal informativo en www.itauguamedia.com. Además, dispone de cuentas oficiales en redes sociales, entre ellas:
Facebook, donde concentra la mayor cantidad de seguidores de la ciudad.
YouTube, con transmisiones en vivo y material audiovisual.
Aplicación móvil, disponible en Google Play bajo el nombre Itauguá FM.
Programación
La emisora funciona las 24 horas con un perfil comunitario y un enfoque en noticias, deportes, cultura y eventos locales. Reúne a periodistas y comunicadores de la ciudad y transmite tanto contenidos informativos como programas de entretenimiento.
Relevancia
De acuerdo con estudios locales y el alcance en redes sociales, Itauguá Media es considerado uno de los principales medios de comunicación de la ciudad, destacándose por su cobertura digital y radiofónica.

## Turismo y sitios de interés

### Recursos naturales
- Cerro Patiño y serranías: También conocido como Ybytypané, es el punto más elevado del municipio, con 246 metros de altura y más de dos kilómetros de extensión. Constituye una prolongación de la cordillera de los Altos y un importante remanente de la cobertura boscosa del departamento. Su fauna está estrechamente relacionada al ecosistema del lago Ypacaraí. Ideal para campamentos, senderismo y otras actividades al aire libre.

- Lago Ypacaraí: La playa municipal se encuentra ubicada en la compañía Estanzuela, a metros del local de la Expo Frutilla. El lugar cuenta con espacios recreativos, quinchos y servicios sanitarios. A finales de 2019 fue inaugurado un muelle de 20 metros de longitud.

- Canteras de Caolín: Principales proveedoras de materia prima para la importante industria de la construcción. Depósitos sedimentarios que contienen restos fósiles de organismos marinos.

- El Cerrito: Curiosa formación, es un pequeño montículo ubicado en el barrio Arsenio Erico. Mirador natural donde resaltan los afloramientos rocosos y peculiares especies arbóreas que lo pueblan. Se encuentra allí un reservorio de agua potable de la ciudad.

- Arroyos Lima, Estrella y Plata: Rodeados por exuberante vegetación, estos cursos de agua cristalina son lugares concurridos especialmente durante los meses de verano. El primero de ellos forma la pileta natural llamada Urakuraʼa, delimitada por rocas basálticas. El segundo corre entre profundas cárcavas a lo largo de su curso. El último marca el límite con Pirayú.

### Edificios emblemáticos
- Iglesia Virgen del Rosario: De estilo neoclásico, sus planos fueron realizados en el Uruguay a pedido del entonces embajador, y luego presidente de la nación, Dr. Pedro P. Peña. El autor de su diseño, que ha permanecido en el anonimato,  se inspiró en el concepto del «triángulo de Velázquez» para armonizar el frontis torre con sus lances. Su construcción demandó doce años, ya que los trabajos se iniciaron en 1896 y concluyeron en 1908. Está circundada por una plazoleta que es centro de actividades litúrgicas y civiles.

- Casas seriadas: Edificadas bajo los gobiernos del Dr.Gaspar Rodríguez de Francia y Don Carlos Antonio López. Se encuentran en buen estado de conservación, gracias a la autogestión de los lugareños; y constituyen una de las primeras muestras de viviendas urbanas planificadas en el país.

- Museo Parroquial San Rafael: Fundado en 1964 por el Padre Mariano Celso Pedrozo, es el primer museo parroquial del interior del país. Contiene obras del arte sacro e imaginería, entre las que se destaca la imagen del Arcángel San Rafael del siglo XVII, restos del retablo original de la iglesia, armas y pertrechos de las Guerras Contra la Triple Alianza y del Chaco, efectos personales del poeta Félix Fernández, entre otros objetos de interés. En una sección especial se encuentra el museo del Ñandutí.

- Estación del Ferrocarril: Fue el punto obligado de entrada a la ciudad durante las primeras décadas del siglo XX. Es una edificación de mediano porte, de estilo fabril, con gruesas paredes y pilastras de hierro forjado. Pertenece al patrimonio de Ferrocarriles del Paraguay (FEPASA).

### Festividades
- Festivales de verano Viernes Culturales

- Aniversario fundacional: A lo largo del meses de junio, julio y agosto, se llevan a cabo una serie de actividades artísticas, culturales y sociales asociados a los festejos fundacionales de la ciudad. Esto incluye danzas, actuaciones de grupos folclóricos y de elencos teatrales. Además se lleva a cabo un desfile de fuerzas vivas.

- Expo Frutilla: Cada mes de agosto, la Asociación de Productores de Frutilla y Derivados de la compañía Estanzuela, organiza la Expo Frutilla. La feria cuenta con un local propio, ubicado al costado de la ruta interdistrital Areguá-Ypacaraí. En la misma se ofrecen tanto la fruta fresca, como una variedad de productos derivados de la misma, tales como jaleas, mermeladas, postres, helados; con el acompañamiento de números artísticos, los fines de semana.

- Festival del Ñandutí: Es una de las máximas expresiones culturales de este distrito, que anualmente atrae a una gran cantidad de público desde hace más de tres décadas. La primera edición tuvo lugar en junio de 1970, originada en la denominadas «peñas luneras». En este evento tienen participación grandes artistas como Juan Cancio Barreto, Grupo Generación, Trova Bohemia, Quemil Yambay, Vocal Dos, Oscar Pérez y su Conjunto y también el reconocido grupo Juan Carlos Oviedo y los Hermanos Acuña.

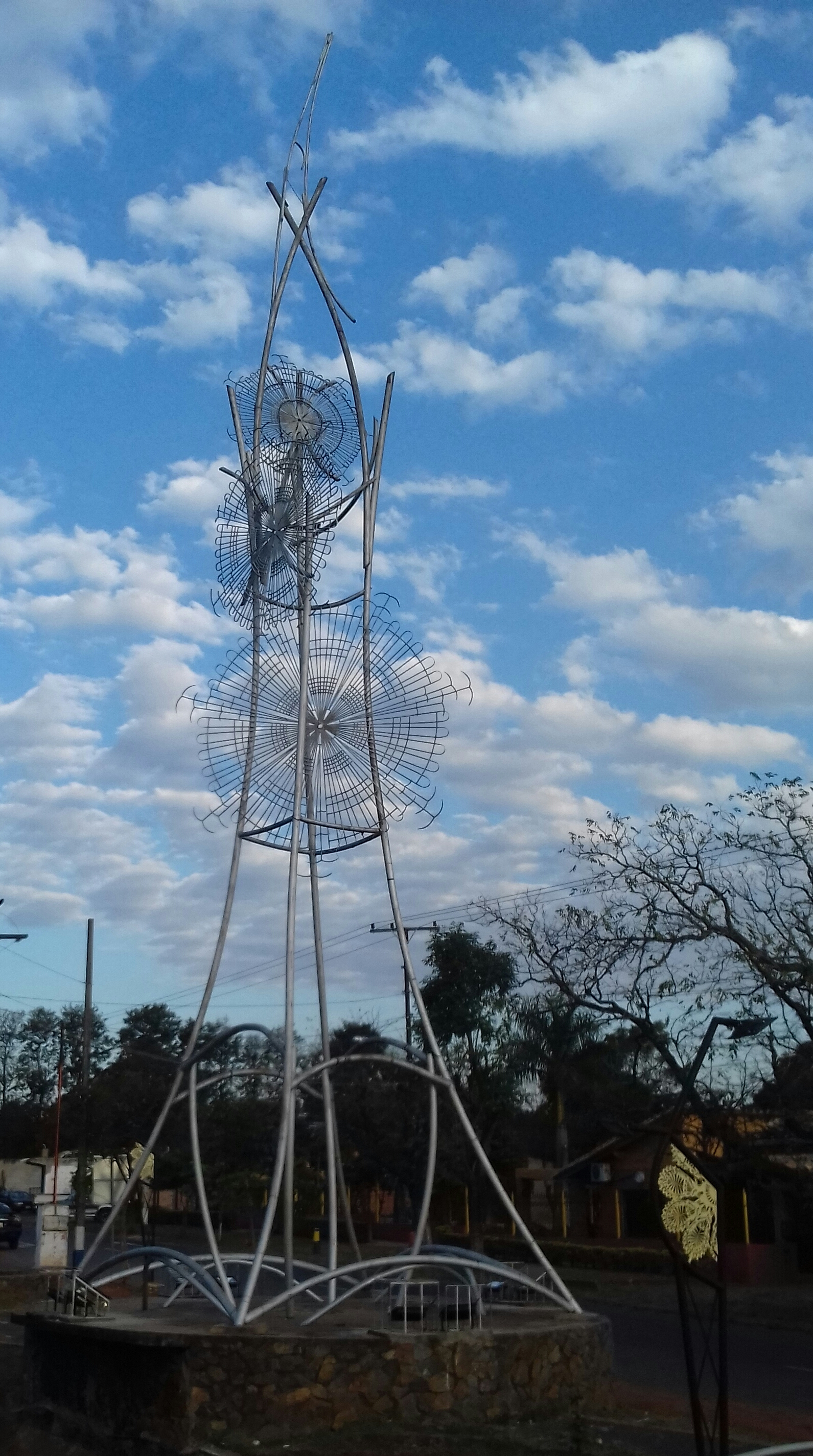
Monumento al Ñandutí, situado al inicio del área urbana.

- Fiestas patronales:

### Plazas y monumentos
- Monumento al Ñandutí: Obra del reconocido escultor Hermann Guggiari, está hecha de metal y su altura es de 18 metros. Representa a un árbol en cuyo ramaje se extienden los «ojos» dechados de este encaje. Situado al inicio del área urbana, en torno a intersección del antiguo Tapé Tujá (Tte. Esteban Martínez) y la moderna Ruta 2, cuenta con una plazoleta circundante.

- Monumento a la Tejedora del Ñandutí: Constituida por un retablo labrado en madera. Fue erigido en el año 1998, por una comisión vecinal del Bº San Roque, como homenaje a la mujer itaugueña, cuyas ágiles manos dan origen al primoroso Ñandutí, símbolo de la comunidad.

- Memorial al Soldado Desconocido: En la plaza de la municipalidad, consiste en un monolito con varias placas donde están inscriptos los nombres de los 220 itaugueños inmolados durante la guerra del Chaco. Está rematada por la estatua del solado paraguayo hecha en metal.

- Plaza de la Junta de Saneamiento

- Peatonal del Casco Histórico

- Paseo José Asunción Flores

- Plaza Martín de Barúa

## Deportes

### Fútbol
Es el deporte más practicado, tanto en su modalidad de campo como de sala.
Históricamente, el equipo más importante de la ciudad ha sido el Club 12 de Octubre, que milita actualmente en la Primera División del Fútbol, con un total de 14 temporadas en la categoría de élite. Fundado en 1914, pasó la mayor parte de su vida institucional en categorías regionales, hasta que 1994 tuvo su primera experiencia en el profesionalismo, la cual fue breve. Posteriormente compitió ininterrumpidamente entre las temporadas 1998 y 2009, año en el cual se produjo su primer descenso. Nuevamente logró ascender en 2014, pero los malos resultados le impidieron sostenerse más de un año en la categoría. Para la temporada 2020, selló su reingreso a la Primera División tras obtener el vicecampeonato en la División Intermedia el año anterior.
Los mayores logros de la institución fueron la obtención del campeonato Apertura 2002 y de dos clasificaciones a la Copa Libertadores de América. Del mismo modo, es uno de los clubes más ganadores de la Liga Itaugueña, con trece títulos en total.
Su estadio Luis Salinas Tanasio es el de mayor aforo en la ciudad, con aproximadamente 10 000 localidades.
Otro club itaugueño que participó en los torneos de la APF fue el Nikkei Bellmare, fundado en 2006. Con sede en la compañía Guazú Virá, militó en la Primera División C (cuarta y última categoría del fútbol paraguayo) entre 2008 y 2012, temporada en la que terminó último en la tabla de promedios, por lo que fue desprogramado por un año. No obstante, su reingreso fue denegado repetidas veces por la matriz del fútbol paraguayo. 
Luego de varios años de inactividad, en 2018 el exfutbolista Casiano Delvalle anunció un plan gerenciamiento, cuyo objetivo a mediano plazo es volver a la Primera C.
La Liga Itaugueña de Fútbol fue fundada en 1924, y congrega en la actualidad a 26 clubes de todas las compañías, en las divisiones de Honor y Ascenso. Su palmarés incluye Campeonato Nacional de Interligas y de la Copa San Isidro Labrador en 1998, además de los vicecampeonatos del Interligas en 1937, 1966 y 2014. 
Frecuentes animadores de los campeonatos, son tradicionales equipos de Olimpia, Carlos Antonio López (Chocalí), Sudamérica y San Rafael, entre otros.

### Hándbol
Se destaca sobre todo en su modalidad femenina,.
Prueba de ello es la Selección Itaugueña de Balonmano, la cual ha obtenido varios campeonatos a nivel nacional (2006, 2011, 2017).
Por su parte, el Itauguá Handball Club (Ñandutí Club), compite en la División de Honor y ha logrado un campeonato (2019) y un vicecampeonato (2017). Asimismo, son destacables sus logros en las categorías U18 y U19.

### Rugby
De origen reciente (2017), el Itauguá Rugby Club «Los Ñandúes», compite en la categoría de ascenso de la Unión de Rugby de Paraguay (URP), tanto en su rama masculina como femenina. Su campo de deportes se halla situada en la compañía Patiño, en el área recreativa de la antigua terminal ferroviaria, cercana al Lago Ypacaraí.

### Vela y Yacht
Fundado el 5 de abril de 1975, actualmente el Yacht Club Ypacaraí cuenta con 140 embarcaciones particulares y 16 propias, lo que representa cerca 90 % de los barcos a vela en Paraguay. En 1983, se instalaron en la compañía Patiño, en un área superior a 3000 m², en la que dispone de un club house, una guardería de embarcaciones de 400 m², piscina, canchas de tenis, voleibol y fútbol y otras facilidades. Todo ello con el propósito de incentivar la práctica de la navegación a vela en el Paraguay.
Uno de los torneos más importantes, organizados por la entidad, fue el Sudamericano de Vela en su edición 1992.

## Itaugüeños reconocidos
- Adam Bareiro: Futbolista, milita actualmente en el San Lorenzo de Almagro.
- Fredy Bareiro: Exfutbolista. Internacional con la Selección Paraguaya, obtuvo la medalla de plata en las Olimpiadas de Atenas 2004.
- Salvador Cabañas: Exfutbolista apodado «El Mariscal», jugó con la Selección Paraguaya y fue elegido Mejor futbolista de América en 2007.
- Pedro Antonio Cabral Filartiga: Futbolista que militó en la Liga Española. Conocido como «El Sargento de Hierro».
- Juan Crisóstomo Centurión: Periodista, educador, traductor, político y diplomático. Héroe de la Guerra contra la Triple Alianza.
- Félix Fernández Galeano: Músico y poeta, compositor de obras cumbres de la música folclórica, tales como «Cerro Corá», «Ñande aramboha», «Reservista purahéi», entre otras.
- Esteban Martínez: Militar con el rango de teniente. Murió en junio de 1932 en el fortín Carlos Antonio López en la guerra del Chaco. Una localidad chaqueña lleva su nombre.
- Fidel Miño: Exfutbolista campeón de la Copa Libertadores de América 1990.
- Ernesto Pérez Acosta: Sacerdote salesiano, capellán en la guerra del Chaco y formador de juventudes.